# Jonathan Bate
Sir Jonathan Bate CBE FBA FRSL (* 26. Juni 1958) ist ein britischer Anglist, Philologe und Hochschullehrer.

## Leben und Werk
Nach dem Besuch der Sevenoaks School studierte Bate an der University of Cambridge und war dort nach Beendigung des Studiums Fellow an der Trinity Hall. 1991 nahm er den Ruf auf die King Alfred-Professur für englische Literatur an der University of Liverpool an und lehrte dort bis 2003. Von 2003 bis 2011 war er Professor für die Literatur von Shakespeare und der Renaissance an der University of Warwick. Seit 2011 ist er Provost am Worcester College. Neben Lehraufträgen an Universitäten in den USA ist er Mitglied des Verwaltungsrates der Royal Shakespeare Company, wurde 1999 Fellow der British Academy und war als Literaturkritiker für die BBC und verschiedene Zeitungen wie The Guardian und The Sunday Telegraph tätig.
Bate hat Bücher zu literarischen Themen wie Shakespeare and Ovid (1993) sowie The Genius of Shakespeare (1997) verfasst und 1995 die Neuauflage des Titus Andronicus in der Arden-Reihe besorgt. 1998 schrieb er einen Roman (The Cure for Love), der auf dem Leben des Schriftstellers und Essayisten William Hazlitt basiert. Zuletzt erschien 2009 von ihm eine Shakespeare-Biographie Soul of the Age: The Life Mind and World of William Shakespeare und 2010 eine kurze literaturgeschichtliche Übersicht (English Literature: A Very Short Introduction). Das von ihm verfasste Ein-Personen-Stück The Man From Stratford wurde von der Ambassador Theatre Group mit dem Schauspieler Simon Callow aufgeführt.
Für seine Biographie von John Clare erhielt er 2004 den Hawthornden-Preis und 2005 den James Tait Black Memorial Prize. 2006 wurde er zum Commander des Order of the British Empire ernannt. 2015 wurde er zum Knight Bachelor („Sir“) geschlagen.

## Veröffentlichungen
- Shakespeare and the English Romantic Imagination, 1986
- Elia and The Last Essays of Elia/Charles Lamb, 1987
- Shakespearean Constitutions: politics, theatre, criticism 1730-1830, 1989
- Romantic Ecology: Wordsworth and the Environmental Tradition, 1991
- The Romantics on Shakespeare, 1992
- Shakespeare: An Illustrated Stage History, Mitherausgeber Russell Jackson, 1995
- The Song of the Earth, 2000
- The Oxford English Literary History, 2002
- „I am“: The Selected Poetry of John Clare, 2003
- Shakespeare's Face, 2003
- John Clare: Selected Poems, 2004
- Andrew Marvell: The Complete Poems, 2005
- Shakespeare in the Elizabethan World, 2008
- The Public Value of the Humanities, 2010